# The Cannonball Run
The Cannonball Run (bra Quem Não Corre, Voa) é um filme honcongo-estadunidense de 1981, do gênero comédia de ação, dirigido por Hal Needham.

## Sinopse
Uma corrida ilegal entre Connecticut e a Califórnia é organizada e reúne os mais estranhos pilotos dispostos a tudo para vencer, por qualquer transporte terrestre disponível.

## O fiLme
Após o sucesso de crítica em relação ao filme The Gumball Rally, de 1976, produtores decidiram fazer um filme inspirado na corrida ilegal do tipo cross-country Cannonball Run, realizada nos Estados Unidos ao menos 50 vezes, na década de 70. O filme trazia, além das estrelas Burt Reynolds e Dom DeLuise, que à época eram da série - e depois filmes - Needham's Smokey and the Bandit (no Brasil, Agarra-me se puderes), Dean Martin e Sammy Davis Jr., Peter Fonda, Farrah Fawcett, Roger Moore, Frank Sinatra, Jackie Chan, entre outros. 

## Elenco
- Burt Reynolds... J.J. McClure
- Roger Moore... Seymour Goldfarb Jr
- Farrah Fawcett... Pamela Glover
- Dom DeLuise... Victor Prinzim
- Dean Martin... Jamie Blake
- Sammy Davis, Jr.... Morris Fenderbaum
- Peter Fonda... Chief Biker
- Jackie Chan... piloto do Subaru
- Jack Elam... Dr.Nikolas van Helsing